# 125, rue Montmartre
Pour plus de détails, voir Fiche technique et Distribution.
125, rue Montmartre est un film policier français réalisé par Gilles Grangier, sorti en 1959. Le scénario est l'adaptation du roman du même nom d'André Gillois, prix du Quai des Orfèvres publié en 1958.

## Synopsis
Pascal Cazalis est un homme sympathique, bourru et quelque peu candide. Crieur de journaux, il vend France-Soir dans les rues de Paris. Son travail achevé, il s'assied au bord de la Seine. Un homme se jette à l'eau à quelques pas de lui. Pascal se précipite et le sauve de la noyade. L'homme dit être Didier Barrachet. Il se prétend riche et victime d'un complot ourdi par sa femme Catherine et son beau-frère, voulant le faire interner. Une complicité amicale s'ébauche entre les deux hommes. Pascal héberge Didier. Mais l'attitude outrancière de ce dernier insupporte son hôte. Il doute de sa bonne foi et même de sa raison, notamment après avoir rencontré son épouse. Toutefois, cédant à des demandes de plus en plus pressantes, Pascal s'introduit un soir dans une maison cossue de Passy, pensant être le domicile de son ami pour y récupérer une forte somme d'argent. Didier lui a donné accès aux lieux grâce à une clef. Devant l'attendre dehors, il referme la porte derrière lui. Pris au piège, Pascal découvre le corps sans vie du véritable propriétaire de la demeure. Catherine appelle la police, sous les ordres d'un commissaire paraissant désinvolte. La culpabilité de Pascal semble établie. Un détail incohérent attire toutefois l'attention du commissaire; l'époux de Catherine est fluet ; le chandelier métallique massif, arme inutile pour un costaud comme Pascal Casalys, est laissée en évidence et signalée par Catherine Barrachet, au commissaire. Pascal Casalys s'obstine à ne pas reconnaître le corps de Didier Barrachet. De plus, le commissaire trouve étrange que Pascal Casalys soit entré sans difficulté et sans aucune effraction mais soit ressorti de la maison beaucoup moins facilement. Remis en liberté provisoire suite aux doutes du commissaire auprès du magistrat sous les ordres duquel il enquête, Pascal se rend chez Catherine Barrachet pour la confondre. Il soupçonne le beau-frère de celle-ci d'être son amant et complice. Ce dernier est propriétaire d'un cirque ambulant et donne des représentations à la Plaine Saint-Denis. Suivi par les policiers prévenant le commissaire, Pascal s'y rend et assiste au spectacle. Lors d'un numéro, le clown blanc utilise l'expression coutumière de Didier « mon petit bonhomme ». Pascal reconnaît son Didier Barrachet et comprend la manipulation pour maquiller le crime. Démasqué, le faux Didier s'enfuit, poursuivi par Pascal, furieux. Les policiers s'emparent du criminel rattrapé par Casalys. Il déclare Catherine Barrachet comme instigatrice de toute l'affaire. Catherine Barrachet avoue, comme le titre le quotidien vendu par Pascal à la fin du film.

Principaux rôles
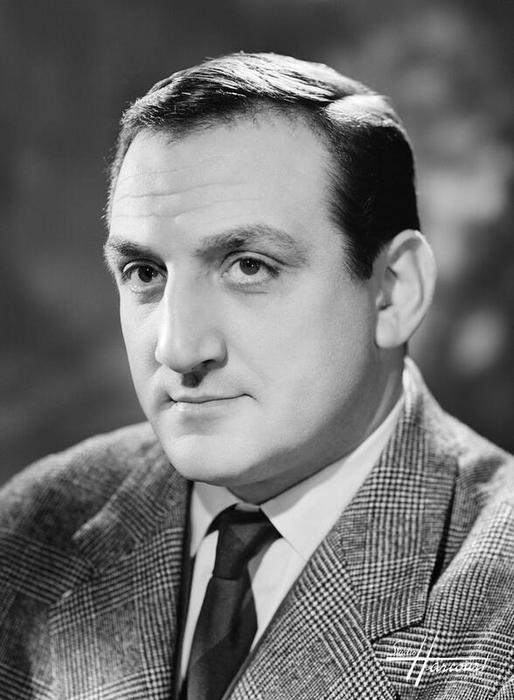
Lino Ventura (Pascal Cazalis)
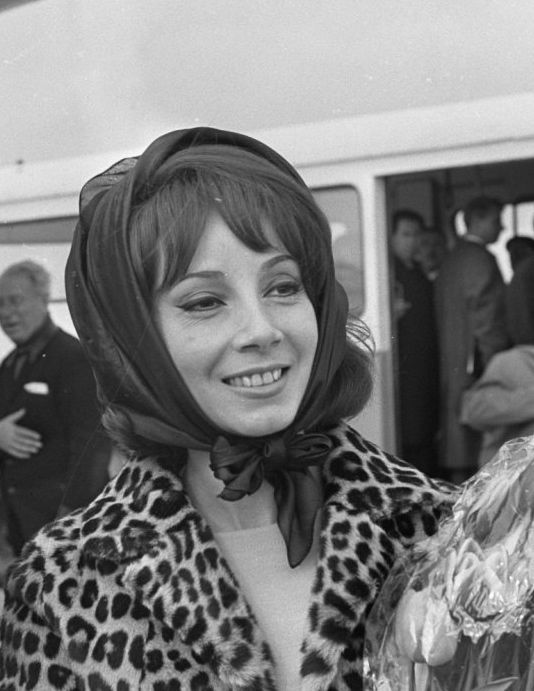
Andréa Parisy ( Catherine Barrachet)
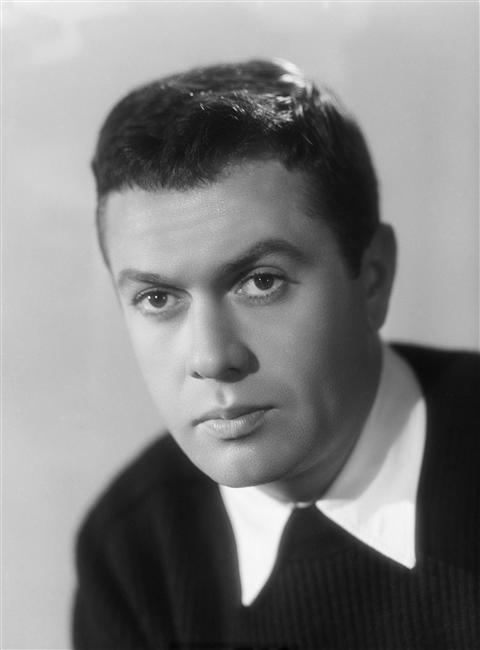
Robert Hirsch (Julien)
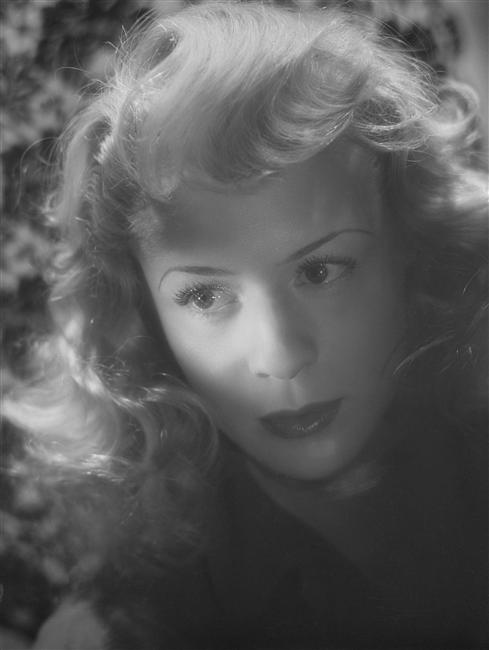
Dora Doll (Germaine Montillier)
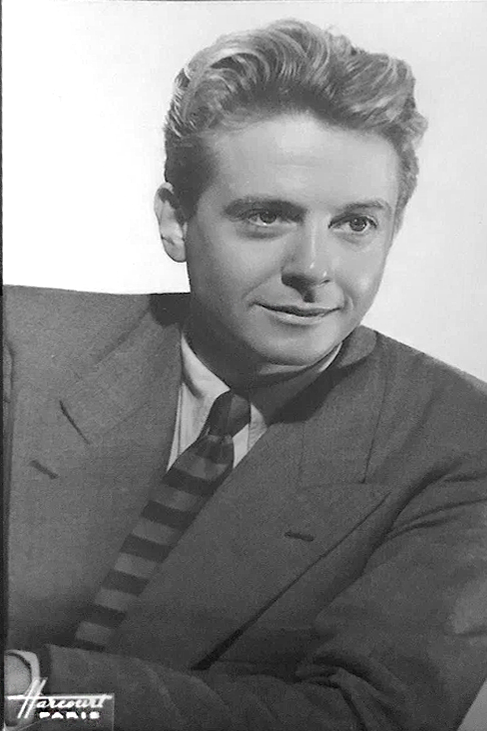
Jean Desailly (commissaire Dodelot)
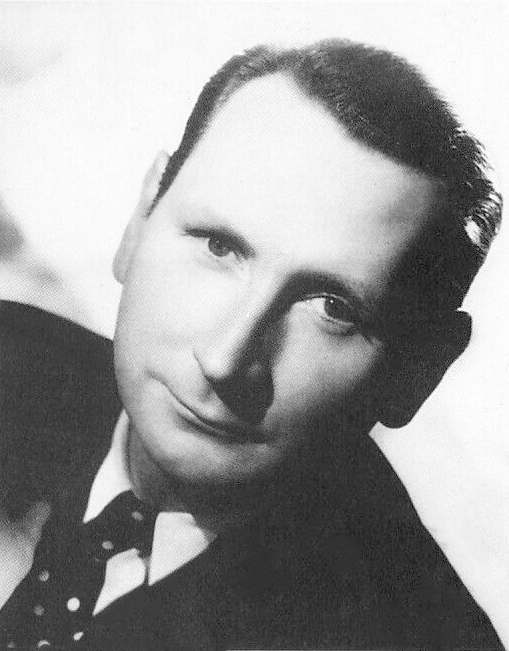
Alfred Adam (le directeur du cirque)
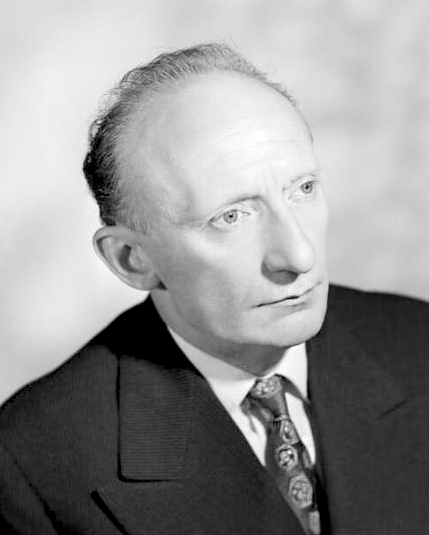
Lucien Raimbourg (Victor, crieur)
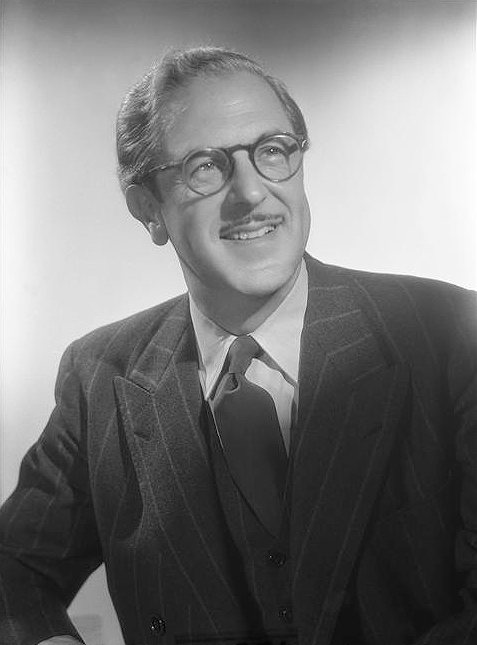
Henri Crémieux (le juge d'instruction)
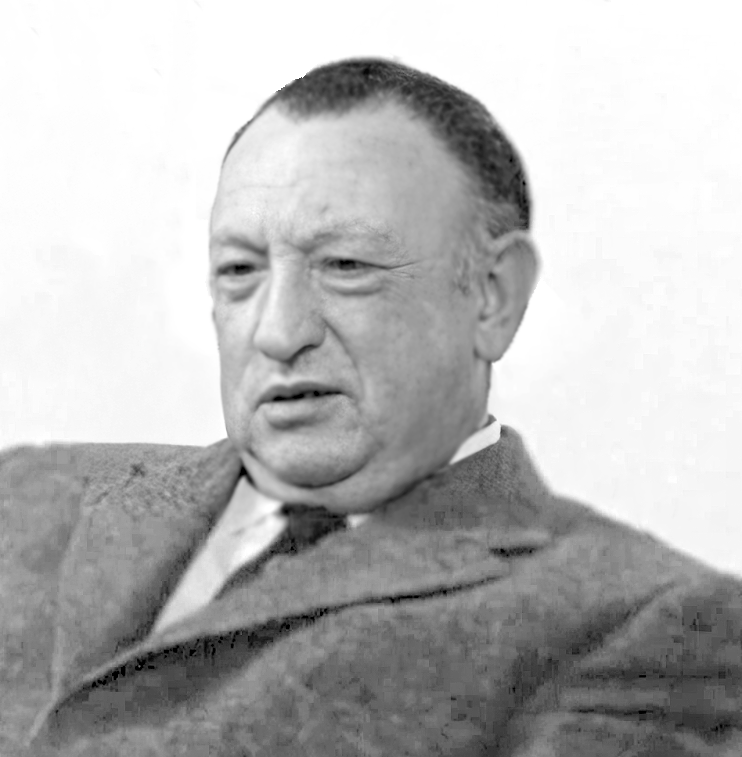
Jacques Monod (le médecin)

## Fiche technique
- Titre : 125, rue Montmartre
- Réalisation : Gilles Grangier
- Assistants-réalisateur : Jacques Deray et Guy Blanc
- Scénario : Jacques Robert, André Gillois, Gilles Grangier
- Adaptation d’après le roman éponyme 125, rue Montmartre d’André Gillois (aux éditions Hachette, 1958)
- Dialogues : Michel Audiard
- Photographie : Jacques Lemare
- Cadreur : Georges Pastier
- Assistants cadreur : Philippe Brun et Claude Zidi
- Montage : Jacqueline Sadoul Douarinou
- Assistant montage : Eric Pluet
- Musique : Jean Yatove
- Décors : Robert Bouladoux
- Assistants décors : James Allan et Georges Richard
- Son : Antoine Archimbaud
- Assistants son : Fernand Janisse et Henri Richard
- Photographe de plateau : Robert Joffre
- Scripte : Martine Guillou
- Régisseur : Paulette Boréal
- Assistant régisseur : Lucien Denis et Yvonne Eblagon
- Accessoiristes : René Albouze et Pierre Barbet
- Maquilleurs : Boris de Fast et Georges Bouban
- Ensemblier : Fernand Chauviret
- Administrateur : Marcel Bligny
- Producteur : Lucien Viard
- Directeur de production : Paul Joly
- Société de production : Orex Films
- Société de distribution : Pathé Consortium Cinéma
- Affiche originale : Yves Thos
- Dates de tournage : du 25 mai au 12 juillet 1959
- Lieux de tournage : extérieurs à Paris (rue Montmartre, rue du Croissant, pont de l'Alma...) et à Boulogne-Billancourt (rue Darcel), intérieurs aux studios de Boulogne
- Pays d'origine :  France
- Format : Noir et blanc — 35 mm — 1,66:1 — Son : Mono
- Genre : Film dramatique, Film policier
- Durée : 83 minutes (1 h 23)
- Visa de contrôle : 22.083
- Date sortie en salle : 9 septembre 1959 en France
- Entrées France : 1 699 331 (50e film de l'année).

## Distribution
- Lino Ventura : Pascal Cazalis, le crieur de journaux
- Andréa Parisy : Catherine Barrachet
- Robert Hirsch : Julien, qui prétend être Didier Barrachet, l'époux de Catherine
- Dora Doll : Germaine Montillier, dite Mémène, l'amie de Pascal
- Jean Desailly : le commissaire Dodelot
- Alfred Adam : Philippe, le directeur du cirque
- Lucien Raimbourg : Victor, un crieur
- Valérie Vivin : Paulette, la serveuse
- Christian Lude : le turfiste
- Henri Crémieux : le juge d'instruction
- Paul Mercey : Raymond, le camionneur
- Gisèle Grimm : l'amie de Raymond
- Jacques Monod : le médecin
- Pierre Mirat : le brigadier Brossard
- Jean Juillard : l'inspecteur Michel
- Charles Lemontier : l'acheteur de journal en auto
- Pierre Collet : un inspecteur
- Émile Genevois : un vendeur de journaux
- Marcel Bernier : Auguste, le mécano
- Marcel Gassouk : un livreur de journaux
- Jacques Préboist : un livreur de journaux
- Christian Brocard : un vendeur de journaux
- Gilles Grangier : un passant achetant le journal (caméo)
- Marc Arian : un consommateur
- Georges Demas : le régisseur du cirque
- Marcelly : un clown
- Georges Loriot : l'autre clown

## Tournage
- Paris : 2e, 7e, 8e, 15e
- Hauts-de-Seine : Boulogne-Billancourt (rue Darcel, rue Salomon-Reinach, Studios de Boulogne, rue de Silly).

## Autour du film
- Le titre du film fait référence à l'adresse des Messageries de la presse parisienne où les crieurs venaient prendre les journaux à vendre.
- Une partie de l'action se déroule dans une maison bourgeoise du 16e arrondissement de Paris, prétendument sise 14 rue Mandel à Passy (la plaque de rue est mise en évidence dans le film), mais cette voie n'existe pas : le tournage a en fait eu lieu dans la rue Darcel à Boulogne-Billancourt.